# Броново (Підляське воєводство)
Броново (пол. Bronowo) — село в Польщі, у гміні Візна Ломжинського повіту Підляського воєводства.
Населення — 427 осіб (2011).
У 1975-1998 роках село належало до Ломжинського воєводства.

## Демографія
Демографічна структура станом на 31 березня 2011 року:
|          | Загалом | Допрацездатний вік | Працездатний вік | Постпрацездатний вік |
| -------- | ------- | ------------------ | ---------------- | -------------------- |
| Чоловіки | 208     | 51                 | 117              | 40                   |
| Жінки    | 219     | 41                 | 116              | 62                   |
| Разом    | 427     | 92                 | 233              | 102                  |